# Arteria toracoacromial
La arteria toracoacromial o acromiotorácica es una arteria que se origina en el ángulo recto de la cara anterior de la arteria axilar en forma de rama colateral, a la altura del borde superior del músculo pectoral menor.

## Ramas
Se dirige anteriormente, perfora la fascia clavipectoral y se divide en varias ramas.
| Rama             | Descripción |
| ramas pectorales | Se dirige medialmente y se distribuye en los músculos pectorales y en la región mamaria. Se anastomosa con los ramos anteriores de la arteria torácica interna. Las gruesas ramificaciones de la rama pectoral de la arteria toracoacromial y las de la arteria torácica superior discurren entre el músculo pectoral mayor y su fascia profunda antes de penetrar en el cuerpo muscular. |
| rama acromial    | Se dirige lateralmente bajo el músculo deltoides, y proporciona ramas a este músculo y a las articulaciones acromioclavicular y del hombro. |
| rama clavicular  | Se dirige superiormente y medialmente hacia la articulación esternoclavicular y al músculo subclavio. |
| rama deltoidea   | Desciende por el triángulo deltopectoral y distribuye la sangre en los músculos que lo limitan, el deltoides y el pectoral mayor. |

## Otras imágenes

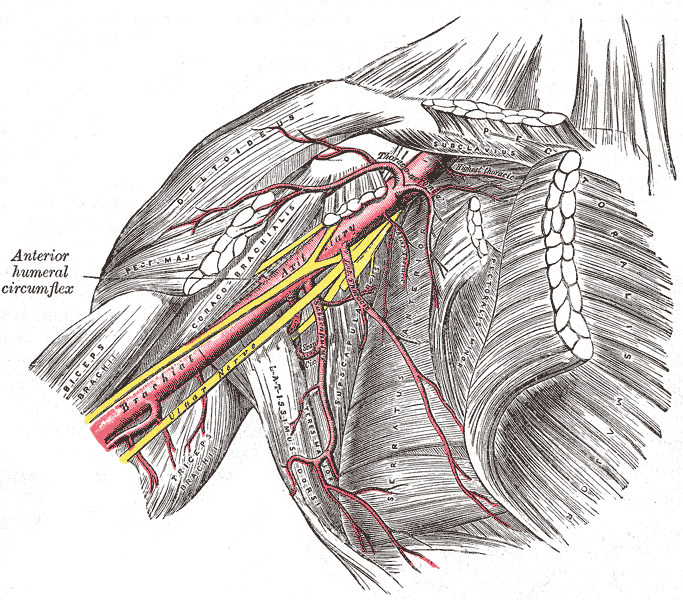
La arteria axilar con sus ramas.

- Datos: Q493410